# Velika nagrada Interlagosa
Velika nagrada Interlagosa je bila avtomobilistična dirka za Veliko nagrado, ki je med letoma 1947 in 1952 potekala na dirkališču Interlagos v São Paulu. Zaradi marčevskega termina je bila dirka dobro obiskana tudi s strani evropskih dirkačev in moštev, predvsem italijanskih, ki so tudi dobili dve dirki od štirih, edini domači zmagovalec je Chico Landi.

## Zmagovalci
| Leto | Zmagovalec         | Konstruktor | Dirkališče | Poročilo |
| ---- | ------------------ | ----------- | ---------- | -------- |
| 1952 | Juan Manuel Fangio | Ferrari     | Interlagos | Poročilo |
| 1949 | Luigi Villoresi    | Maserati    | Interlagos | Poročilo |
| 1948 | Chico Landi        | Alfa Romeo  | Interlagos | Poročilo |
| 1947 | Achille Varzi      | Alfa Romeo  | Interlagos | Poročilo |